# 長崎ロープウェイ

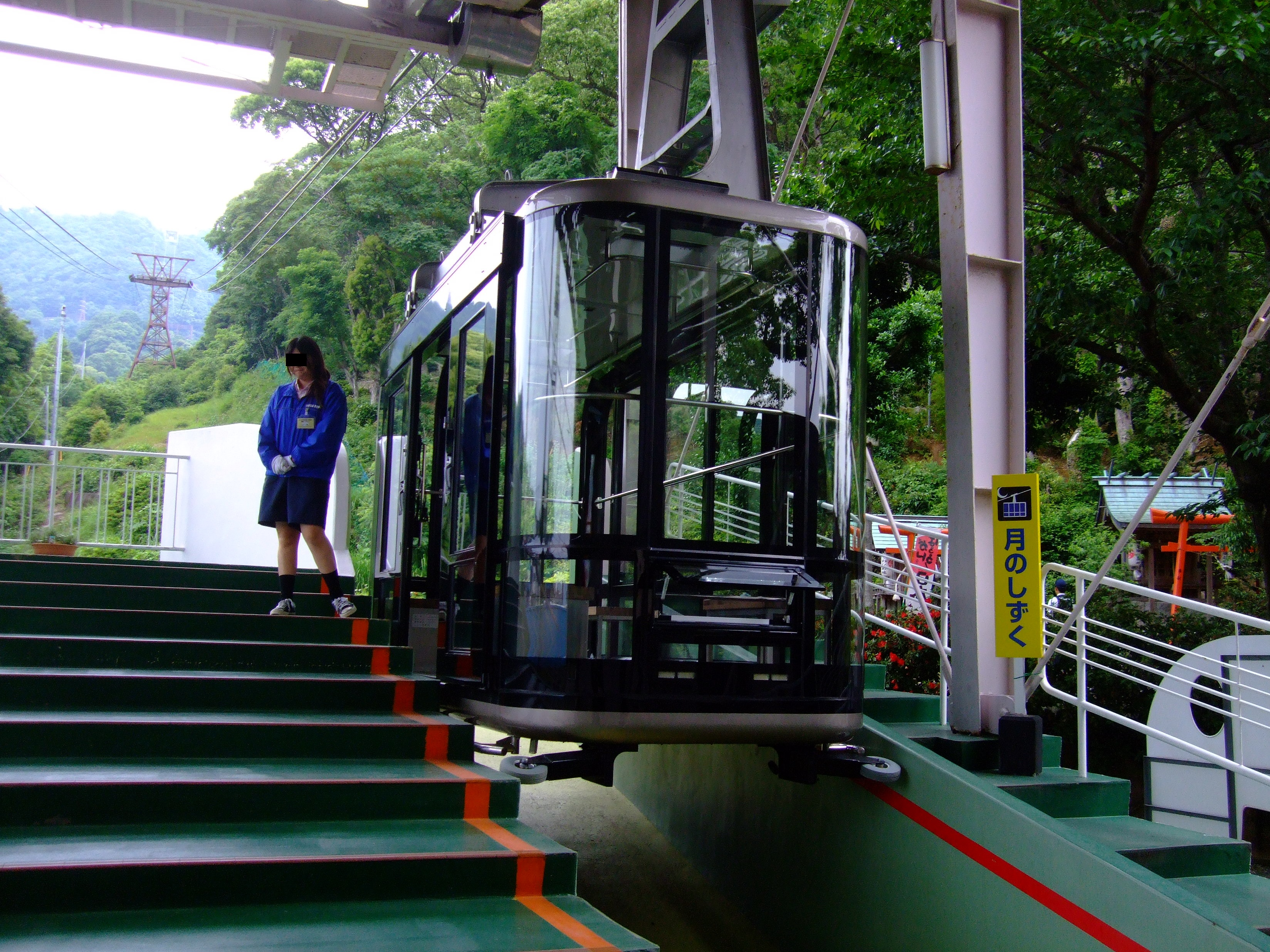
長崎ロープウェイのゴンドラ

長崎ロープウェイ（ながさきロープウェイ）は、長崎県長崎市の稲佐山と山麓を結ぶ索道（ロープウェイ）路線である。
1959年（昭和34年）に開業し、1998年（平成10年）からは長崎市索道施設条例（平成10年3月31日長崎市条例第5号）に基づく長崎市直営事業となり、指定管理者制度の導入（稲佐山公園との一体管理）により、2019年からはジャパネットホールディングス傘下のリージョナルクリエーション長崎と、長崎市の外郭団体である一般財団法人長崎ロープウェイ・水族館の2者による共同企業体（リージョナルクリエーション長崎・長崎ロープウェイ事業共同体）が運営している。
ゴンドラにはKEN OKUYAMA DESIGNが作成したものが使われている。

## 路線データ及び主要設備仕様
複線交走式普通索道を利用していて2本の曳索を山頂（稲佐岳駅）のモーターで巻き上げることにより、ゴンドラを動かしている。曳索を巻き上げると、一方のゴンドラが上がり、同時に反対側のゴンドラは下がるつるべ式を使っている。
- 機器定員 - 31名
- 搬器積載重量 - 1860kg
- 営業時間 - 9:00～22:00　毎年12月上旬に定期整備のため運休期間あり。また、1月1日には初日の出に合わせて6:00より営業。
- 運行間隔 - 通常20分、18時～22時まで15分間隔で運行。多客の場合や団体客利用ありの場合はこの限りではない。
- 所要時間 - 約5分

- 駅数 - 2駅（起終点駅含む）
- 路線距離 - 1,090m
- 高低差 - 298m
- 最急勾配 - 26度
- 運転速度 - 18kmh（5m/s）
- 支索 - 直径52㎜
- 曳索 - 直径22㎜
- 平衡索 - 直径20㎜

## 沿革

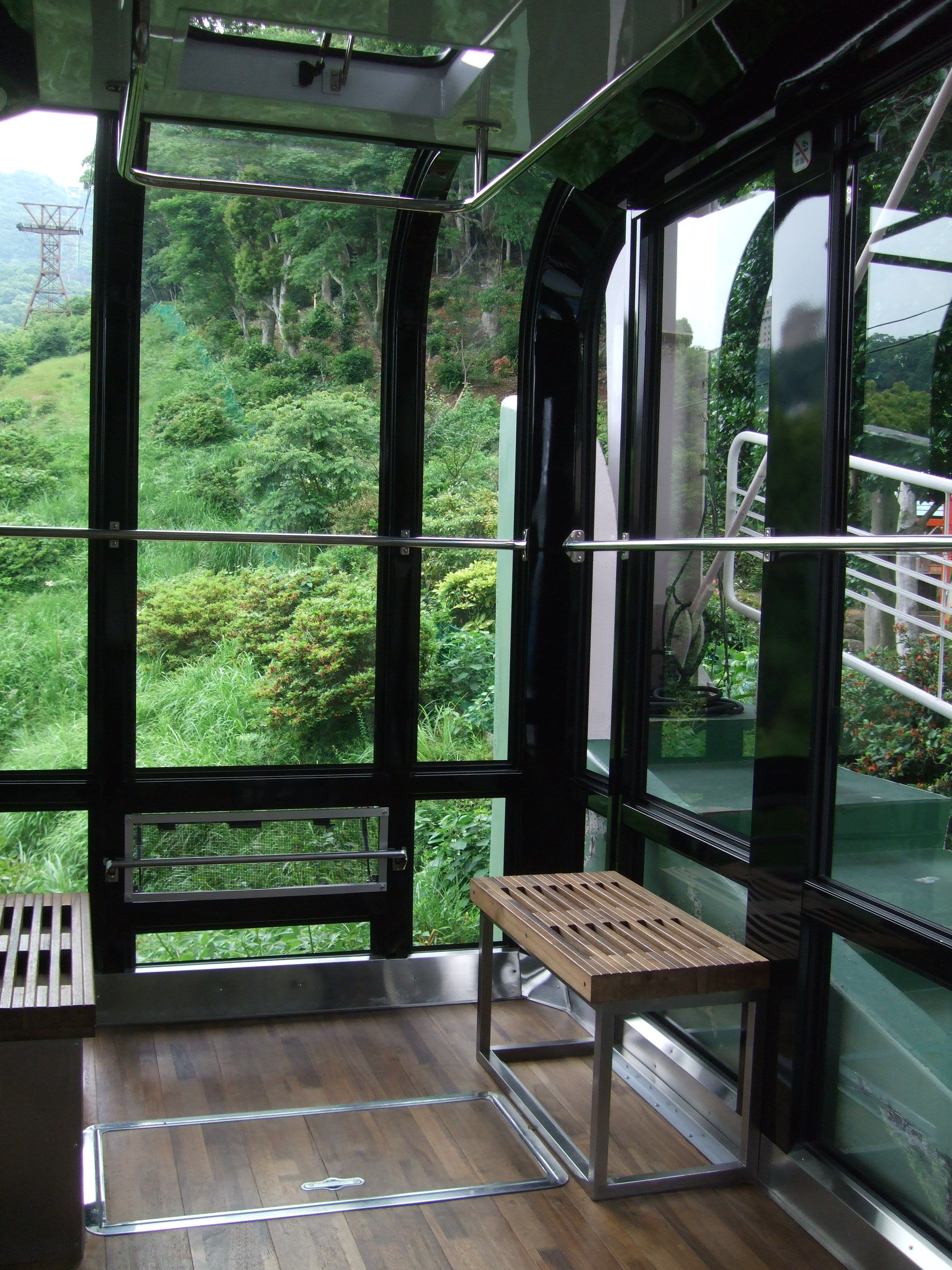
ゴンドラ車内。

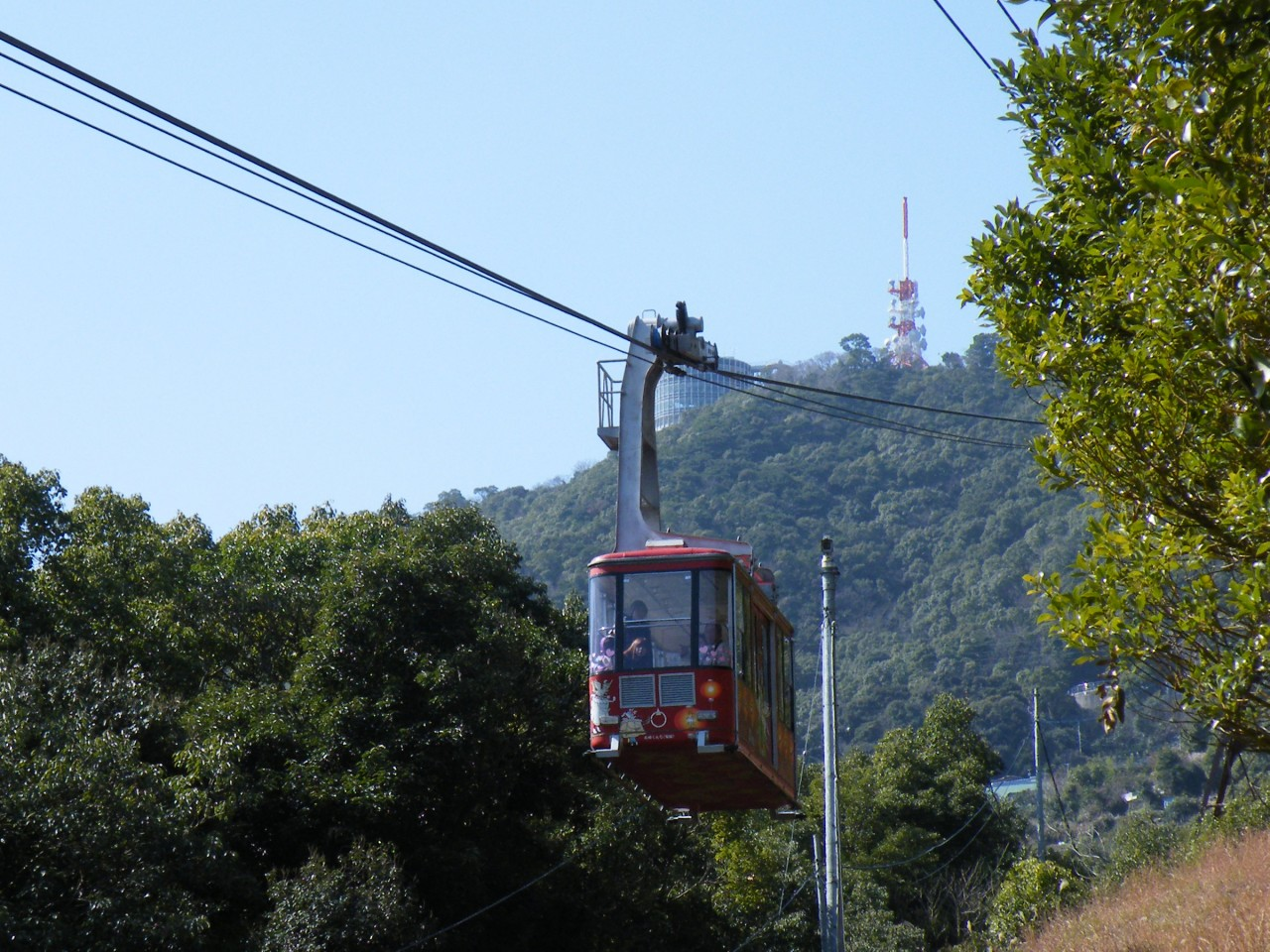
2011年10月末まで運行していたゴンドラ。

- 1957年（昭和32年）2月16日 - 長崎市議会臨時会において、稲佐山開発公園化事業の一環として理事者から提案された稲佐山ロープウェー事業経営（予算1億2,000万円）を可決。
  - 稲佐山ロープウェー建設の建設認可をめぐっては、長崎市と長崎電気軌道、稲佐山ロープウェー建設発起人が名乗りを上げ、三つ巴の争奪戦を展開した。
- 1958年（昭和33年）
  - 3月28日 - 長崎観光開発株式会社が創立。
    - 創立目的 - 長崎の観光資源開発のため、長崎水族館・稲佐山ロープウェー架設事業を計画。
    - 資本金 - 2,500万円
    - 取締役 - 田川務（長崎市長）
    - 社長 - 中部悦良（長崎商工会議所会頭）

  - 12月20日 - 田川務市長、12月市議会定例会の総務委員会で、稲佐山ロープウェー架設問題について、市営架設案の早期実現は難しく、佐藤勝也長崎県知事の斡旋による長崎、長崎自動車、長崎電気軌道、稲佐山ロープウェー株式会社、長崎観光開発株式会社の5者共同出資、長崎観光開発株式会社の経営案を了承したいと答弁。
- 1959年（昭和34年）
  - 10月4日 - 長崎観光開発株式会社により、長崎ロープウェー開通式を挙行、営業開始。
    - 淵神社・稲佐山頂上間にゴンドラ2台運行。工費1億2,000万円。

  - 10月15日 - 稲佐山展望台落成、ロープウェー開通祝賀会式を挙行。
- 1990年（平成2年）7月27日 - 長崎スカイウェイが開業。山頂駅・中腹駅を新設。
- 1998年（平成10年）4月1日 - 長崎市に無償譲渡される。
- 2000年（平成12年）10月1日 - 長崎市より長崎ロープウェイ・水族館に運行を委託される。
- 2002年（平成14年）- 老朽化した施設の大規模改修を実施し、最新コンピューターシステムが導入された。
- 2008年（平成20年）3月31日 - 長崎スカイウェイを廃止。
- 2011年（平成23年）11月1日 - ゴンドラ（2台）がリニューアルされる。360度ガラス張りのデザイン。
  - 設計 - 奥山清行（山形県出身）
  - 市民への公募で、「星のしずく」・「月のしずく」という愛称に決定した。
- 2015年（平成27年）5月7日 - 駅舎の耐震補強工事などのため、翌2016年（平成28年）2月までの予定で運行を休止[3]。
- 2016年（平成28年）2月6日 - 運行を再開[4]。

## 駅一覧

### 淵神社駅
山麓側の駅。淵神社に隣接。
- 所在地 - 〒852-8012 長崎市淵町8-1（北緯32度45分29秒 東経129度51分35秒 / 北緯32.75806度 東経129.85972度）
  - JR長崎駅から長崎バス3番・4番系統（下大橋行き、小江原ニュータウン行き、相川行きなど）で「ロープウェイ前」バス停下車、徒歩3分

### 稲佐岳駅
山頂側の駅。稲佐山スロープカー山頂駅に隣接。
- 所在地 - 〒852-8011 長崎市稲佐町364-1（北緯32度45分15.2秒 東経129度50分57.1秒 / 北緯32.754222度 東経129.849194度）

## 延伸構想
施設の老朽化や淵神社駅の場所がわかりにくい等の問題がある中、ジャパネットホールディングスが淵神社駅から浦上川を跨いで対岸の長崎スタジアムシティ内までの延伸を提案している。長崎市は2019年から実現可能性の可否について検討に着手。技術的には延伸可能とした上で、70m級の鉄塔を新設する必要があり用地取得や住民理解などの調整が必要なこと、事業費負担の問題があること（市単独では整備不可）、利用客が増加した際の稲佐岳駅周辺のキャパシティ不足が懸念されることなどを示した。

## 長崎スカイウェイ
稲佐山中腹の駐車場から山頂を結ぶロープウェイ。利用者減少および老朽化のため、2008年（平成20年）3月31日をもって廃止された。廃止後はシャトルバス輸送を経て、2020年（令和2年）に同じく中腹駅と山頂駅を結ぶスロープカーが運行を開始している。

### 廃止された駅
- 中腹駅
- 山頂駅